# SN 2003kg
SN 2003kg – supernowa typu Ia odkryta 27 listopada 2003 roku w galaktyce IC1427. W momencie odkrycia miała maksymalną jasność 16,60m.